# Poletne olimpijske igre 1908
Poletne olimpijske igre 1908 (uradno Igre IV. olimpijade) so potekale leta 1908 v Londonu, Anglija. Sprva je bilo načrtovano, da bi olimpijske igre potekale v Rimu v Italiji, a je pred pričetkom iger bližnji Neapelj prizadel izbruh Vezuva in italijanske oblasti so sredstva preusmerile v obnovo mesta. Kot nadomestno prizorišče so izbrali London, kjer so v kratkem času postavili stadion White City.